# Barrett Firearms
Barrett Firearms (по-русски произносится Барретт, полное название англ. Barrett Firearms Manufacturing) — американская компания по производству стрелкового оружия, оптических приборов и амуниции, основанная в 1982 году. Штаб-квартира находится в городе Мерфрисборо, штат Теннесси. Компания специализируется в основном на производстве крупнокалиберных снайперских винтовок.

## История

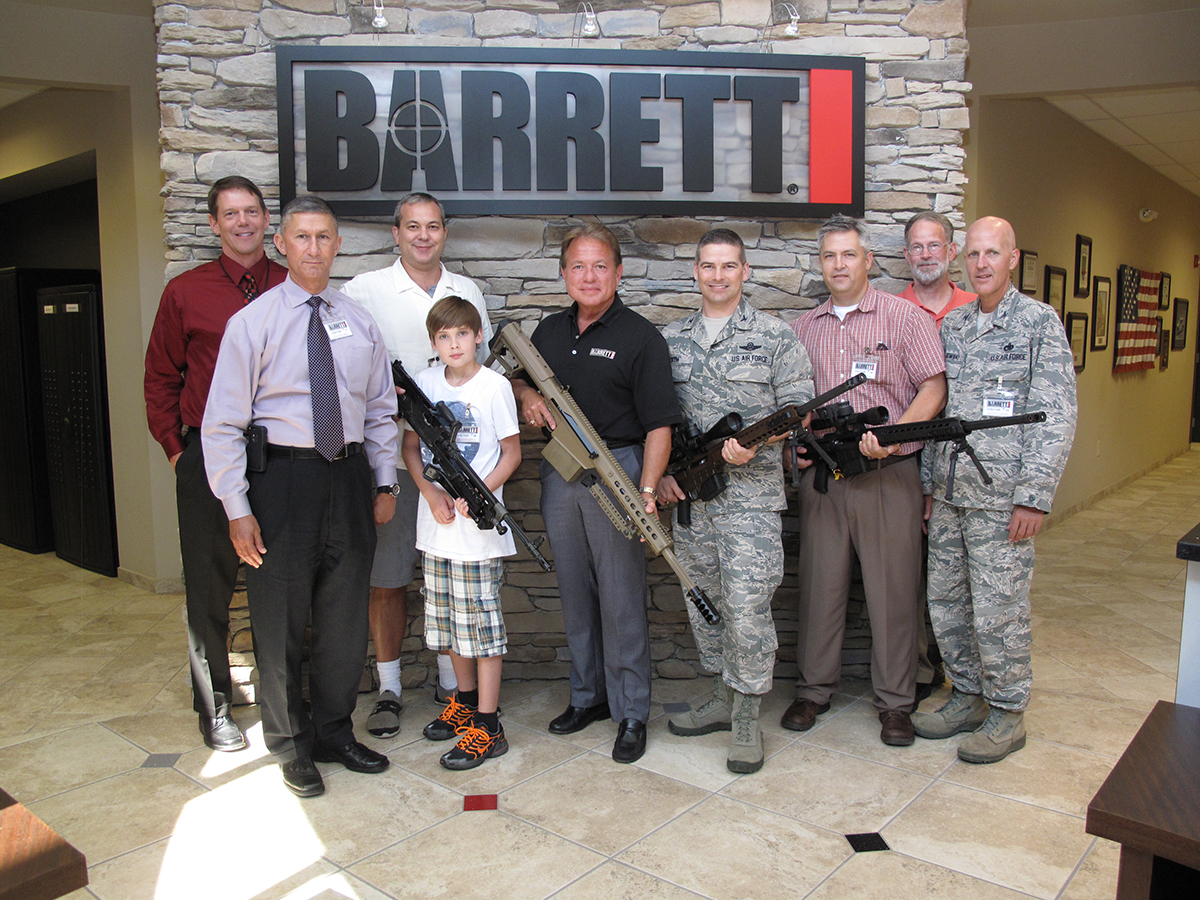
Ронни Барретт (в центре) вместе с военными и гражданскими гостями с образцами фирменной продукции в руках, офис фабрики в Мерфрисборо

Первую винтовку Ронни Барретт произвел в 1982 году эта винтовка M82, позже Барретт разработал модернизированный вариант этой винтовки М82A1. С 1989 года начал поставлять винтовки М82A1 на продажу. Винтовка M82A1 применялась более чем в 40 военных операциях по всему миру. Она стала популярна во время войны в персидском заливе. Военные сербской армии использовали винтовку во время боснийской войны. Весь успех компании основывается на выпуске именно этих винтовок.
В 2004 году появился закон на запрет в Калифорнии на регистрацию, продажу и обслуживание для гражданской собственности винтовок Баррет .50 BMG калибра.
На основе .50 BMG калибра компания разработала новый патрон калибра .416 Barrett.
В 2005 году Армия США назвала винтовку M107, как одной из десяти величайших изобретений 2005 года. В том же году компанией был разработан снайперский самозарядный гранатомёт — XM109 предназначенный для стрельбы 25 мм боеприпасами.
В октябре 2008 года компания представила новую винтовку M98B с патроном .338 Lapua Magnum. Новая винтовка поступила на продажу в 2009 году.
В 2009 году Ронни Барретт был избран в совет директоров Национальной стрелковой ассоциации.
В январе 2011 года Барретт объявил о выпуске модернизированного варианта винтовки M107A1. Винтовка включает в себя: снижение общего веса, повышенной точности стрельбы, возможность добавления глушителей Барретт и их модификаций после изготовления дульного тормоза из титана, а также дополнительные изменения и улучшения общей прочности винтовки.
На сегодняшний день компания Барретт имеет договоры с десятками стран на поставку снайперских винтовок.

## Продукция

### Снайперские винтовки
- Barrett M82
- Barrett M90
- Barrett M95
- Barrett M98
- Barrett M98B
- Barrett M99
- Barrett XM500
- Barrett MRAD
- Barrett 50

#### Снайперские самозарядные гранатомёты
- Barrett XM109

### Штурмовые винтовки
- Barrett M468
- Barrett REC7

### Пулемёты
- M240